# Хміль Михайло Михайлович
Миха́йло Миха́йлович Хміль (нар. 11 травня 1973 р., с. Брюховичі, Перемишлянського району, Львівській області;) — народний депутат України. Член партії «Народний фронт».

## Освіта
1995 — Львівський національний університет імені Івана Франка, економічний факультет, спеціальність — соціологія.
1995—1998 — аспірант Львівського університету.
2000—2002 — докторантура Українського вільного університету (Мюнхен) Німеччина. Здобув науковий ступінь доктора економіки в УВУ.

## Трудова діяльність
1996—1998 — завідувач соціологічної лабораторії Львівського університету.
1999—2000 — помічник-консультант народного депутата України Віктора Пинзеника.
Травень — грудень 2002 — стажувався в німецькій компанії Direct-online (Мюнхен).
2004—2005 — голова секретаріату ГО «Комітет підприємців Львівщини».
2005—2012 — директор Львівського обласного центру зайнятості.

## Політична діяльність
2010—2012 — депутат Львівської міської ради від партії «Фронт змін».
На парламентських виборах 2012 р. обраний народним депутатом України від Всеукраїнського об'єднання «Батьківщина» по одномандатному мажоритарному виборчому округу № 115. За результатами голосування здобув перемогу, набравши 43,09 % голосів виборців.
Голова підкомітету з питань заробітної плати, індексації і компенсації грошових доходів населення та колективно-договірного регулювання соціально-трудових відносин Комітету Верховної Ради України з питань соціальної політики та праці.